# Agalmyla erecta
Agalmyla erecta är en tvåhjärtbladig växtart som beskrevs av Brian Laurence Burtt. Agalmyla erecta ingår i släktet Agalmyla och familjen Gesneriaceae. Inga underarter finns listade i Catalogue of Life.